# Exclusiva
Exclusiva је трећи студијски албум Славице Ћуктераш. Издат је 2008. године.

## Списак песама
1. Трешње
2. Муње и громови
3. Метар испод Земље
4. Манија
5. Манастир
6. Ружо бела
7. Ја те само подсећам на њу